# Bärenkopf (Hochgratkette)
Der Bärenkopf (auch Bärenköpfle) ist ein 1.476 m hoher Nebengipfel des Stuibens in der Hochgratkette, die am Nordrand der Allgäuer Alpen liegt. Er liegt südlich von Immenstadt im Landkreis Oberallgäu im deutschen Bundesland Bayern.
Zu besteigen ist er über den Mittagberg, dem Hausberg der Gemeinde Immenstadt. Der Bärenkopf ist hauptsächlich mit Gras bedeckt, nur das Gipfelkreuz steht auf einem zwei Meter hohen Felsen. Der Gipfel selbst ist bewaldet und dadurch unscheinbar. Seinen Namen erhielt der Berg, weil auf ihm 1760 angeblich der letzte Bär des Allgäus erlegt worden sein soll. Erstmals erwähnt wurde der Name 1819 im bayerischen Uraufnahme-Blatt.